# Crepidium orbiculare
Crepidium orbiculare là một loài thực vật có hoa trong họ Lan. Loài này được (W.W.Sm. & Jeffrey) Seidenf. mô tả khoa học đầu tiên năm 1997.